# Storena ornata
Storena ornata là một loài nhện trong họ Zodariidae.
Loài này thuộc chi Storena. Storena ornata được Bradley miêu tả năm 1877.